# NGC 5210
NGC 5210 (другие обозначения — UGC 8523, MCG 1-35-3, ZWG 45.10, PGC 47678) — спиральная галактика (Sa) в созвездии Дева.
Этот объект входит в число перечисленных в оригинальной редакции «Нового общего каталога».